# 오사카 비즈니스 파크

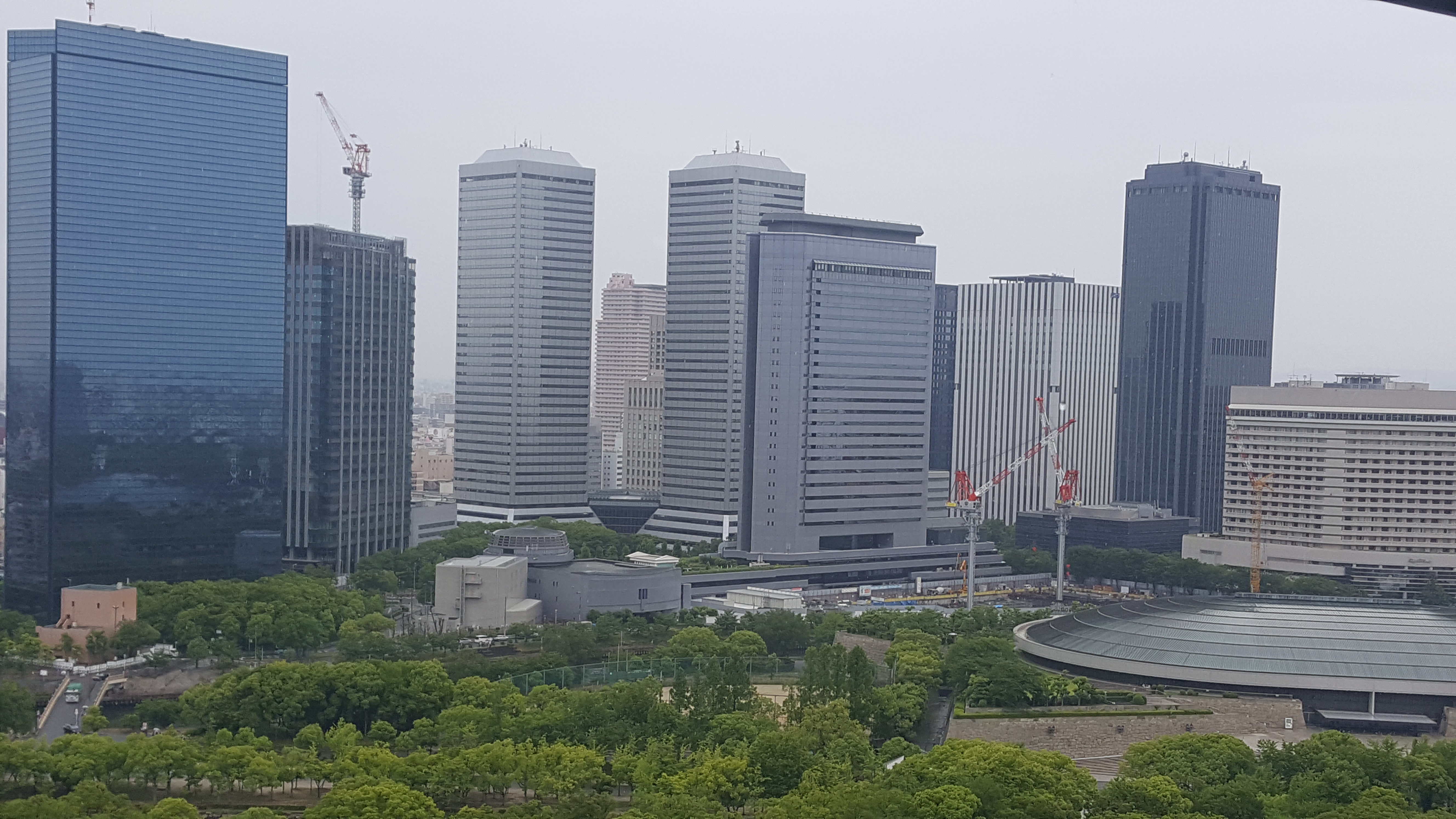
오사카 비즈니스 파크

오사카 비즈니스 파크(일본어: 大阪ビジネスパーク 오사카비지네스파쿠[*])는 고층 건물과 공원으로 이루어진 오사카시 주오구에 있는 재개발 지역이다. 약칭은 OBP이다.

## 지리
오사카성의 북동쪽에 위치한 네야강과 다이니네야강 사이에 위치한 지역이다. 오사카순환선의 서쪽의 업무지구를 가리킨다. 오사카성 공원 인접지역을 경제 거점으로 만들고자 하는 오사카시와 오사카의 기업의 노력으로 만들어졌다. 주오구에 위치하고 있으나 네야강 북쪽은 미야코지마구이며, 오사카순환선을 건너면 조토구다.

## 사진

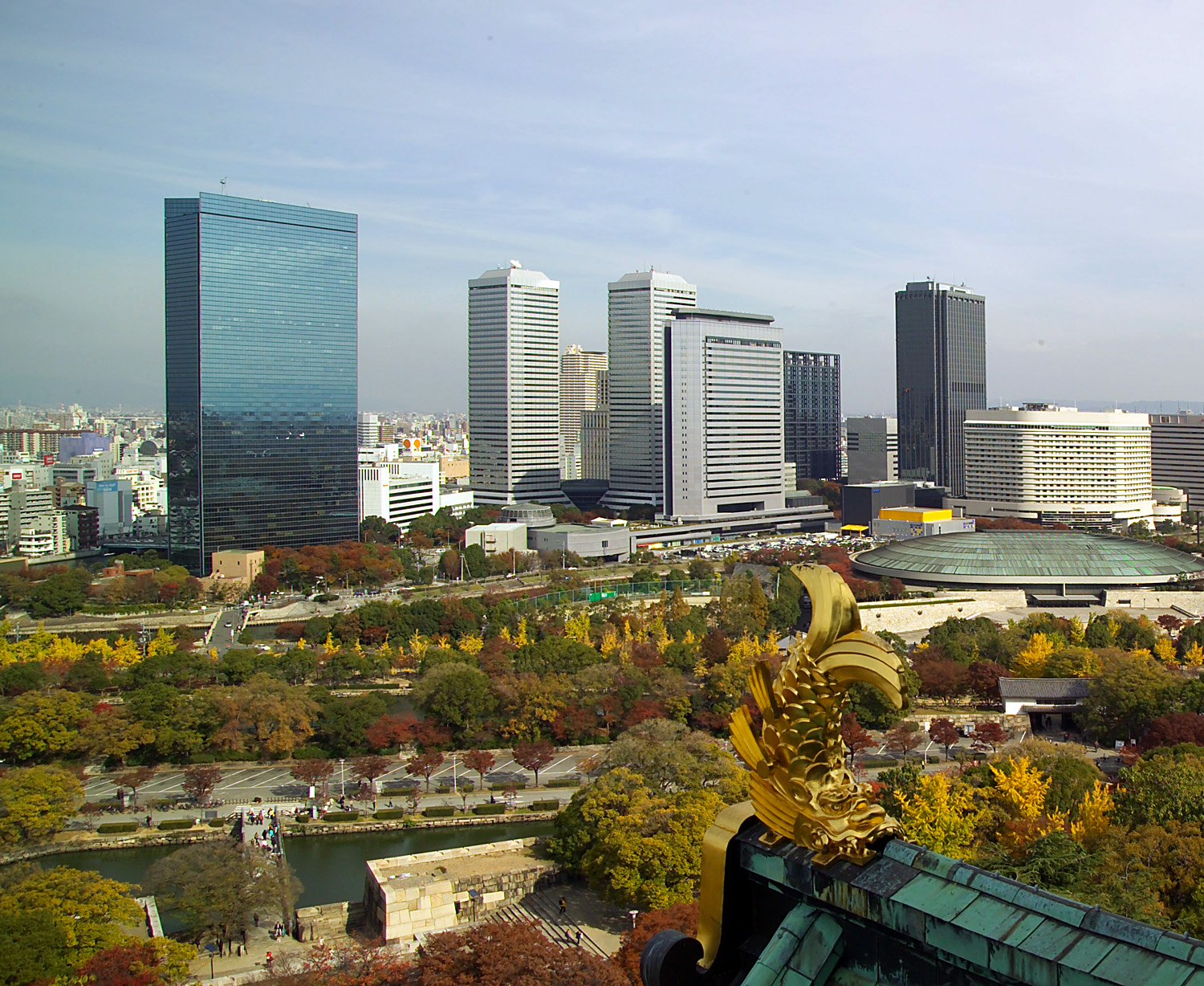
오사카성 천수각에서 바라본 오사카 비즈니스 파크

## 같이 보기
- 오사카 비즈니스 파크 역
- 요미우리 테레비